# Saint-Germain-du-Corbéis
Pour les articles homonymes, voir Saint-Germain.
Saint-Germain-du-Corbéis [sɛ̃ ʒɛʁmɛ̃ dy kɔʁbei] est une commune française, située dans le département de l'Orne en région Normandie, peuplée de 3 648 habitants (les Corbenois).

## Géographie

### Localisation
La commune est aux confins de la campagne d'Alençon et du Haut-Maine, sur la rive gauche de la Sarthe. Son bourg est à 2,5 km au sud-ouest d'Alençon.
Saint-Germain-du-Corbéis est desservie par le réseau de bus Alto. Ce réseau fait partie des Transports urbains de la communauté urbaine d'Alençon. Saint-Germain-du-Corbéis est sur le trajet des lignes 3, Iténéo 5, lténo Acces et Domino 4.
| Condé-sur-Sarthe | Condé-sur-Sarthe         | Alençon           |
| Héloup           | Saint-Germain-du-Corbéis | Alençon           |
| Héloup           | Héloup                   | Arçonnay (Sarthe) |

### Hydrographie
La commune est située dans le bassin Loire-Bretagne. Elle est drainée par la Sarthe et le Gesnes,,.
La Sarthe, d'une longueur de 314 km, prend sa source dans la commune de Soligny-la-Trappe, au hameau de Somsarthe, c'est-à-dire "sommet de la Sarthe", à une altitude de 250 mètres. Sur une grande partie de son cours, elle marque alors la limite entre les départements de l'Orne et de la Sarthe et conflue avec la Mayenne à Angers à une altitude de 15 mètres, pour former la Maine. 

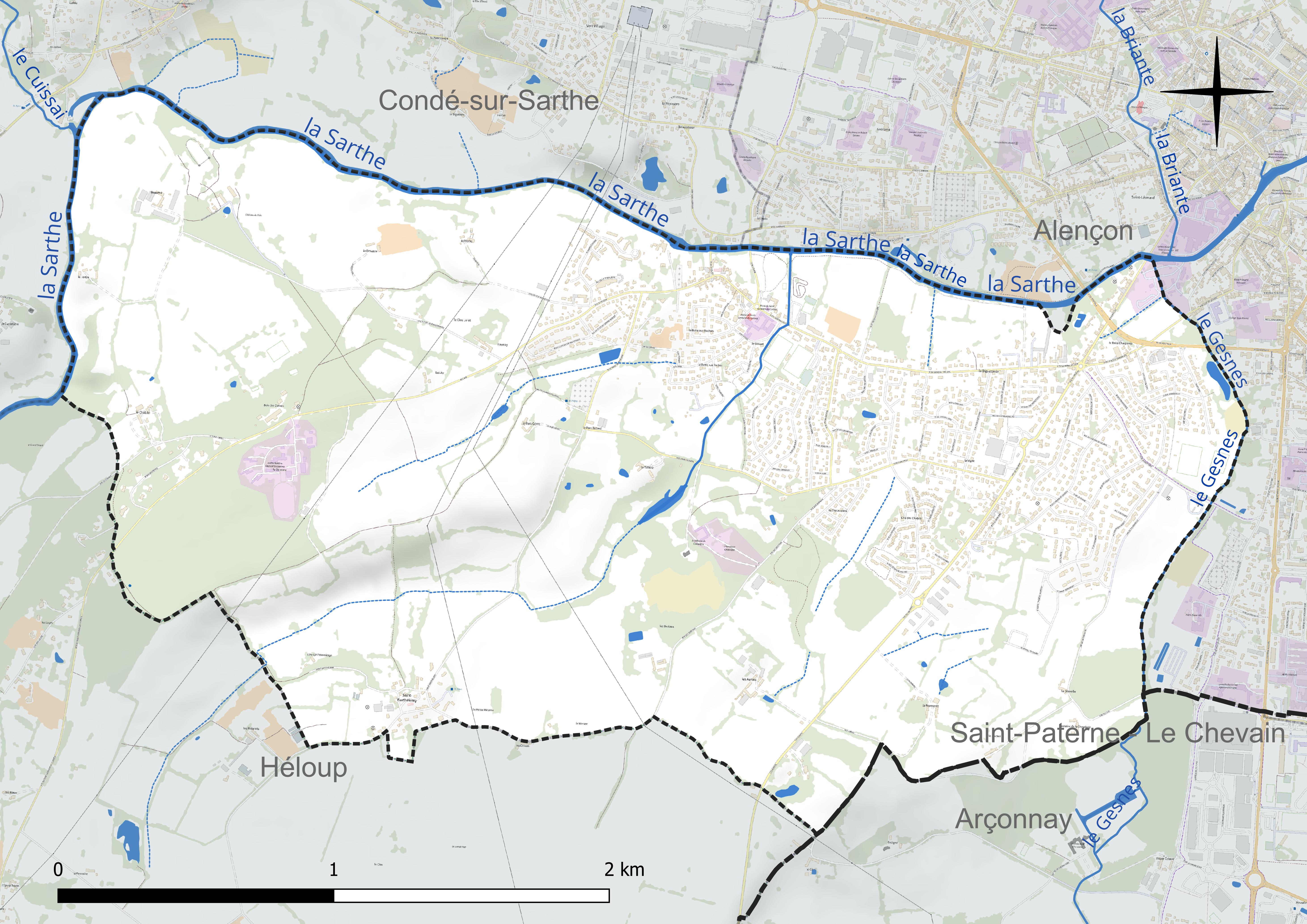
Réseau hydrographique de Saint-Germain-du-Corbéis.

### Climat
Pour des articles plus généraux, voir Climat de la Normandie et Climat de l'Orne.
En 2010, le climat de la commune est de type climat océanique dégradé des plaines du Centre et du Nord, selon une étude du CNRS s'appuyant sur une série de données couvrant la période 1971-2000. En 2020, Météo-France publie une typologie des climats de la France métropolitaine dans laquelle la commune est dans une zone de transition entre le climat océanique et le climat océanique altéré et est dans la région climatique Normandie (Cotentin, Orne), caractérisée par une pluviométrie relativement élevée (850 mm/a) et un été frais (15,5 °C) et venté. Parallèlement le GIEC normand, un groupe régional d’experts sur le climat, différencie quant à lui, dans une étude de 2020, trois grands types de climats pour la région Normandie, nuancés à une échelle plus fine par les facteurs géographiques locaux. La commune est, selon ce zonage, exposée à un « climat des plateaux abrités », se caractérisant par une pluviométrie et des contraintes thermiques modérées mais aussi, par effet de continentalité, des températures plus contrastées qu'au nord dans la plaine de Caen, avec communément 10 à 15 jours par an de plus de froid en hiver et de chaleur en été.
Pour la période 1971-2000, la température annuelle moyenne est de 10,7 °C, avec une amplitude thermique annuelle de 13,9 °C. Le cumul annuel moyen de précipitations est de 731 mm, avec 12,1 jours de précipitations en janvier et 7,4 jours en juillet. Pour la période 1991-2020, la température moyenne annuelle observée sur la station météorologique la plus proche, située sur la commune d'Alençon à 2 km à vol d'oiseau, est de 11,3 °C et le cumul annuel moyen de précipitations est de 743,7 mm,. Pour l'avenir, les paramètres climatiques de la commune estimés pour 2050 selon différents scénarios d’émission de gaz à effet de serre sont consultables sur un site dédié publié par Météo-France en novembre 2022.

## Urbanisme

### Typologie
Au 1er janvier 2024, Saint-Germain-du-Corbéis est catégorisée ceinture urbaine, selon la nouvelle grille communale de densité à sept niveaux définie par l'Insee en 2022.
Elle appartient à l'unité urbaine d'Alençon, une agglomération inter-régionale regroupant huit  communes, dont elle est une commune de la banlieue,,. Par ailleurs la commune fait partie de l'aire d'attraction d'Alençon, dont elle est une commune de la couronne,. Cette aire, qui regroupe 89 communes, est catégorisée dans les aires de 50 000 à moins de 200 000 habitants,.

### Occupation des sols
L'occupation des sols de la commune, telle qu'elle ressort de la base de données européenne d’occupation biophysique des sols Corine Land Cover (CLC), est marquée par l'importance des territoires agricoles (64,8 % en 2018), en diminution par rapport à 1990 (68,1 %). La répartition détaillée en 2018 est la suivante : 
prairies (37 %), zones urbanisées (24,9 %), terres arables (17 %), zones agricoles hétérogènes (10,8 %), forêts (10,3 %). L'évolution de l’occupation des sols de la commune et de ses infrastructures peut être observée sur les différentes représentations cartographiques du territoire : la carte de Cassini (XVIIIe siècle), la carte d'état-major (1820-1866) et les cartes ou photos aériennes de l'IGN pour la période actuelle (1950 à aujourd'hui).

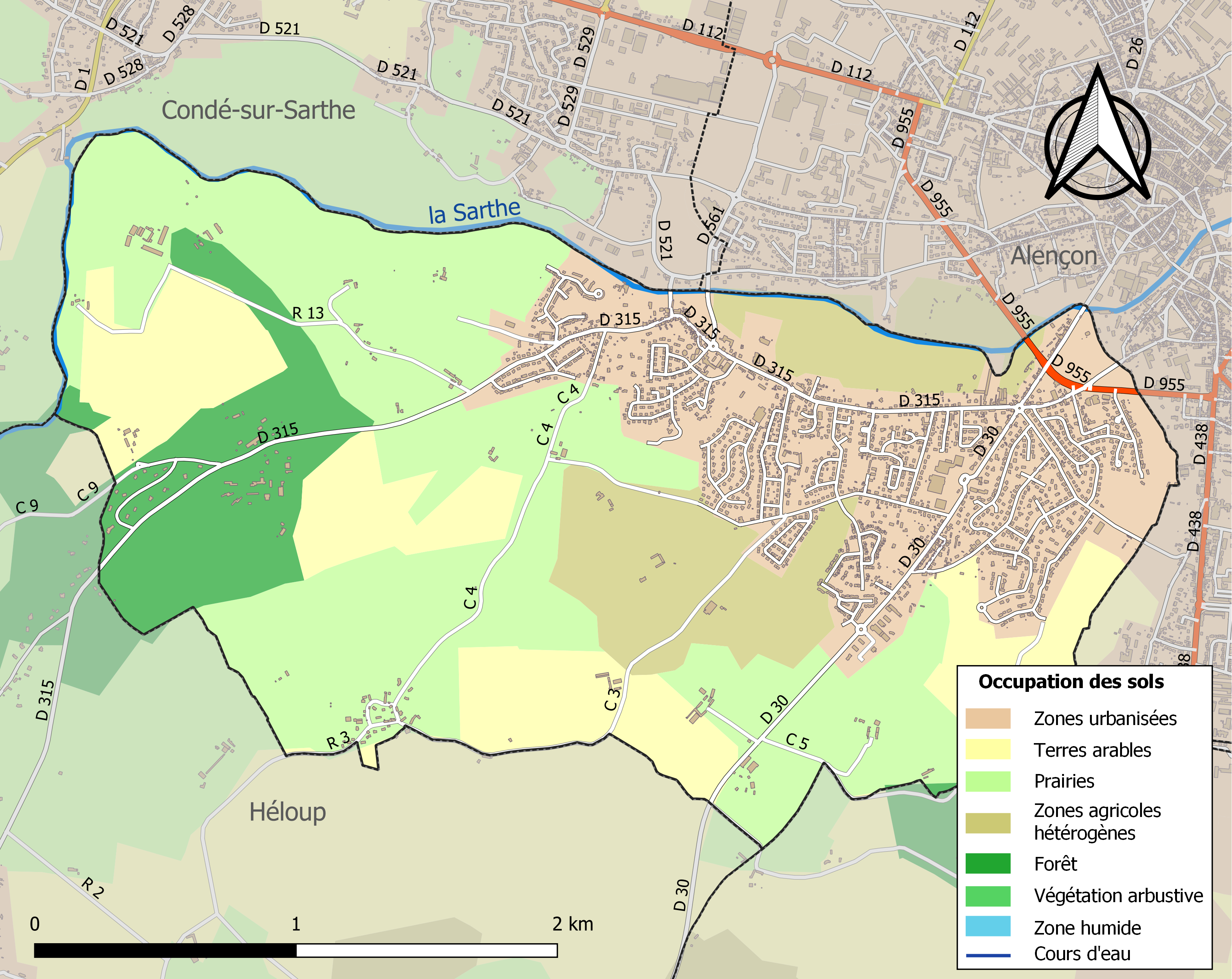
Carte des infrastructures et de l'occupation des sols de la commune en 2018 (CLC).

## Toponymie
Le nom de la localité est attesté sous la forme Sanctus Germanus de Corbeiz en 1281, Lisle du Corbeis en 1793, Saint-Germain-du-Corbeis en 1801.
La paroisse était dédiée à Germain d'Auxerre, évêque d'Auxerre au Ve siècle. René Lepelley attribue l'origine de Corbéis (prononcé [kɔʁbei]) à l'anthroponyme gaulois Corbus ou Corobus.
Au cours de la période révolutionnaire de la Convention nationale (1792-1795), la commune a porté le nom de Lisle-du-Corbéis.
Le gentilé est Corbenois.

## Histoire
En 1790, Saint-Germain-du-Corbéis a été attribuée au département de la Sarthe, en même temps que le village voisin de Héloup, le faubourg alençonnais de Montsort, et la commune de Saint-Céneri-le-Gérei. Saint-Germain, Montsort et Héloup furent rattachées en 1793 au district d'Alençon et au département de l'Orne, Saint-Céneri le fut à son tour en 1795.

## Politique et administration

### Liste des maires
Le conseil municipal est composé de vingt-sept membres dont le maire et trois adjoints.

## Démographie
L'évolution du nombre d'habitants est connue à travers les recensements de la population effectués dans la commune depuis 1793. Pour les communes de moins de 10 000 habitants, une enquête de recensement portant sur toute la population est réalisée tous les cinq ans, les populations de référence des années intermédiaires étant quant à elles estimées par interpolation ou extrapolation. Pour la commune, le premier recensement exhaustif entrant dans le cadre du nouveau dispositif a été réalisé en 2006.
En 2022, la commune comptait 3 648 habitants, en évolution de −4,33 % par rapport à 2016 (Orne : −3,21 %, France hors Mayotte : +2,11 %).
Au début des années 1960, la commune a été rattrapée par l'expansion suburbaine autour d'Alençon. Les anciennes terres agricoles à l'est du territoire communal, de part et d'autre de la route de Fresnay, ont été intégralement loties, si bien que Saint-Germain-du-Corbéis est aujourd'hui essentiellement une banlieue résidentielle d'Alençon, qui n'en est séparé que par une bande verte continue de prairies correspondant aux zones inondables le long de la Sarthe et du ruisseau de Gesnes. La population, multipliée par cinq en quelques décennies, a culminé à 4 176 habitants en 1990.
| 1793 | 1800 | 1806 | 1821 | 1836 | 1841 | 1846 | 1851 | 1856 |
| ---- | ---- | ---- | ---- | ---- | ---- | ---- | ---- | ---- |
| 480  | 535  | 509  | 520  | 510  | 485  | 466  | 512  | 545  |

| 1861 | 1866 | 1872 | 1876 | 1881 | 1886 | 1891 | 1896 | 1901 |
| ---- | ---- | ---- | ---- | ---- | ---- | ---- | ---- | ---- |
| 533  | 620  | 676  | 648  | 669  | 662  | 671  | 644  | 671  |

| 1906 | 1911 | 1921 | 1926 | 1931 | 1936 | 1946 | 1954 | 1962  |
| ---- | ---- | ---- | ---- | ---- | ---- | ---- | ---- | ----- |
| 637  | 635  | 577  | 573  | 648  | 646  | 761  | 789  | 1 389 |

| 1968  | 1975  | 1982  | 1990  | 1999  | 2006  | 2011  | 2016  | 2021  |
| ----- | ----- | ----- | ----- | ----- | ----- | ----- | ----- | ----- |
| 1 647 | 2 332 | 3 956 | 4 176 | 4 020 | 3 666 | 3 878 | 3 813 | 3 693 |

| 2022  | - | - | - | - | - | - | - | - |
| ----- | - | - | - | - | - | - | - | - |
| 3 648 | - | - | - | - | - | - | - | - |

## Lieux et monuments
- Église Saint-Germain-d'Auxerre (XIXe siècle).
- Église Saint-Barthélémy, XVIIIe siècle, rénovée en 1997, abritant une Vierge à l'Enfant du XIVe siècle classée à titre d'objet aux Monuments historiques[29].
- Château de Chauvigny.

## Activité et manifestations

### Sports
L'Association sportive Avenir de Saint-Germain-du-Corbéis fait évoluer une équipe senior de football en ligue de Basse-Normandie et deux autres en division de district.

### Jumelages
- Stanford in the Vale (Royaume-Uni) depuis le 6 mai 1990[31].

## Personnalités liées à la commune
- Madeleine de Chauvigny (1603-1671), éducatrice et missionnaire au Canada, dont la famille est liée au château de Chauvigny.